# Flaminio – Piazza del Popolo
Flaminio - Piazza del Popolo – stacja na linii A metra rzymskiego. Stacja położona jest na Piazza Flaminio i w pobliżu Piazza del Popolo.